# Ère post-classique
Dans la classification de l'archéologie des Amériques, l'ère post-classique ou période post-classique est un terme appliqué à certaines cultures précolombiennes, et prend généralement fin avec les contacts avec les Européens. Cette étape est la cinquième des cinq archéologique étapes développée par Gordon Willey et Philip Phillips en 1958 dans le livre Method and Theory in American Archaeology.
1. L'ère lithique.
2. L'ère archaïque, entre autres l'ère archaïque de l'Amérique du Nord.
3. L'ère formative.
4. L'ère classique.
5. L'ère post-classique.

Les Cultures de l'ère Post-Classique sont définies par une maitrise développée de la métallurgie, une organisation sociale complexe, de l'urbanisme et une forme d’organisation militaire. Idéologiquement, elles sont décrites comme présentant les signes d'une tendance à la sécularisation de la société.
La Mésoamérique post-classique dure de 900 à 1519 apr. J.-C., et comprend les cultures suivantes : Aztèques, Royaume tarasque, Mixtèques, les Totonaques, Pipils, Itzá, Toltèques Royaume quiché, Kaqchikel, Poqomam,
Dans la chronologie Nord-Américaine, elle commence généralement vers l'an 1200 jusqu'à l'époque moderne.